# Ségou (region)
Ségou är en av Malis administrativa regioner och är belägen i den centrala delen av landet, med korta gränssträckor mot Mauretanien i norr och Burkina Faso i sydost. Den administrativa huvudorten är Ségou, och regionens befolkning uppgick till 2,3 miljoner invånare vid folkräkningen 2009. Andra stora orter i regionen är Niono och San. 

## Administrativ indelning
Regionen är indelad i sju kretsar (franska cercles):
- Barouéli
- Bla
- Macina
- Niono
- San
- Ségou
- Tominian

Dessa kretsar är i sin tur indelade i sammanlagt 118 kommuner.